# Românești, Botoșani
Românești este satul de reședință al comunei cu același nume din județul Botoșani, Moldova, România. În septembrie 1972 se stinge aici din viață  Maria Lătărețu.

## Personalități
- Gheorghe Chișleag (10 aprilie 1914 - 16 mai 1988), medic, profesor universitar, unul din creatorii școlii moderne române de radiologie.

 Acest articol despre o localitate din județul Botoșani este deocamdată un ciot. Puteți ajuta Wikipedia prin completarea lui.